# La infanzona
La infanzona es una obra de teatro de Jacinto Benavente, estrenada en 1945.

## Argumento
Doña Isabel ha criado sola a un hijo, que presiente que el padre al que no conoció fue asesinado por los hermanos de su madre. Sin embargo, el joven es realmente producto de la relación incestuosa de Isabel con su hermano. En último extremo Isabel asesina al padre de su hijo.

## Representaciones destacadas
- Estreno, Buenos Aires, 6 de diciembre de 1945.
  - Intérpretes: Lola Membrives, Luis Hurtado, Pedro Hurtado, Paquita Más, Elena Salvador, Lorenzo Mendoza.
- Teatro Calderón, Madrid, 10 de enero de 1947. Estreno en España, con Lola Membrives, Luis Hurtado y Félix Dafauce.
- Teatro Proyecciones, Madrid, 1948, con Ana Adamuz, Luis Hurtado y Julio Riscal.